# Рамсей, Альф
Сэр А́льфред Э́рнест Ра́мсей (англ. Sir Alfred Ernest Ramsey; 22 января 1920, Дагенем, Лондон — 28 апреля 1999, Ипсуич, Саффолк), более известный как А́льф Ра́мсей (также используется более близкий к оригинальному произношению вариант А́льф Рэ́мзи) (англ. Alf Ramsey, английское произношение: [ælf ˈræmzɪ]) — английский футболист (правый защитник) и тренер. Под его руководством сборная Англии выиграла чемпионат мира 1966 года.

## Биография

### Карьера игрока
Родился в лондонском предместье Дагенем в 1920 году в семье сельскохозяйственного рабочего и мусорщика[уточнить] Герберта Генри Рамсея и его жены Флоренс Рамсей (Биксби). Во время Второй мировой войны, с 1940 по 1943 год, играл за «Портсмут»[уточнить] в качестве любителя в организованной в те годы Лондонской военной лиге[уточнить]. В 1943 году перешёл в «Саутгемптон», где начал играть также как любитель, в 1944 году стал профессионалом. За «Саутгемптон» провёл шесть сезонов. Начинал играть в роли нападающего-инсайда, но вскоре был переведён на правый край обороны, где и выступал всю оставшуюся карьеру. В первом послевоенном сезоне, в котором возобновился английский чемпионат (1946/47), «Саутгемптон» оказался во Втором дивизионе и занял там 14-е место. В следующем сезоне команда заняла третье место; в сезоне 1948/49 этот результат был повторён. В начале своих выступлений за клуб Рамсей не имел постоянного места в составе, но постепенно стал одним из немаловажных игроков.
2 декабря 1948 года Рамсей дебютировал в сборной Англии в матче против сборной Швейцарии на стадионе «Хайбери»: игра завершилась победой его команды со счётом 6:0. Летом 1949 года Рамсей перешёл в лондонский клуб «Тоттенхэм Хотспур», сумма трансфера составила 21 тыс. фунтов стерлингов. В первом своём сезоне в составе «шпор» Рамсей стал победителем Второго дивизиона. Летом 1950 года Альф в составе сборной принял участие в чемпионате мира, провёл на поле все три сыгранных англичанами матча; тот турнир сложился для его команды неудачно: они проиграли две игры в группе из трёх и выбыли из дальнейшей борьбы. В сезоне 1950/51 Рамсей стал чемпионом Англии в составе «Тоттенхэм Хотспур», а летом 1951 года выиграл Суперкубок Англии. Альф Рамсей был игроком медлительным, но умным, грамотно выбирающим позицию, жёстким, физически сильным, хорошо играющим в пас. Был штатным пенальтистом команды. Тогдашний тренер «шпор» Артур Роуи, в тактических построениях которого Альф занимал весьма важное место, оказал большое влияние на Рамсея как будущего тренера, когда под конец карьеры тот начал интересоваться тренерским делом. 25 ноября 1953 года Рамсей сыграл свой последний матч за сборную Англии — против Венгрии, одной из сильнейших команд мира того времени, эта игра завершилась разгромом англичан со счётом 3:6. Всего за сборную Англии он провёл 32 игры, забил 3 гола. В 1955 году Рамсей завершил карьеру игрока. Он считается одним из лучших правых защитников в истории английского футбола.

### Тренерская карьера

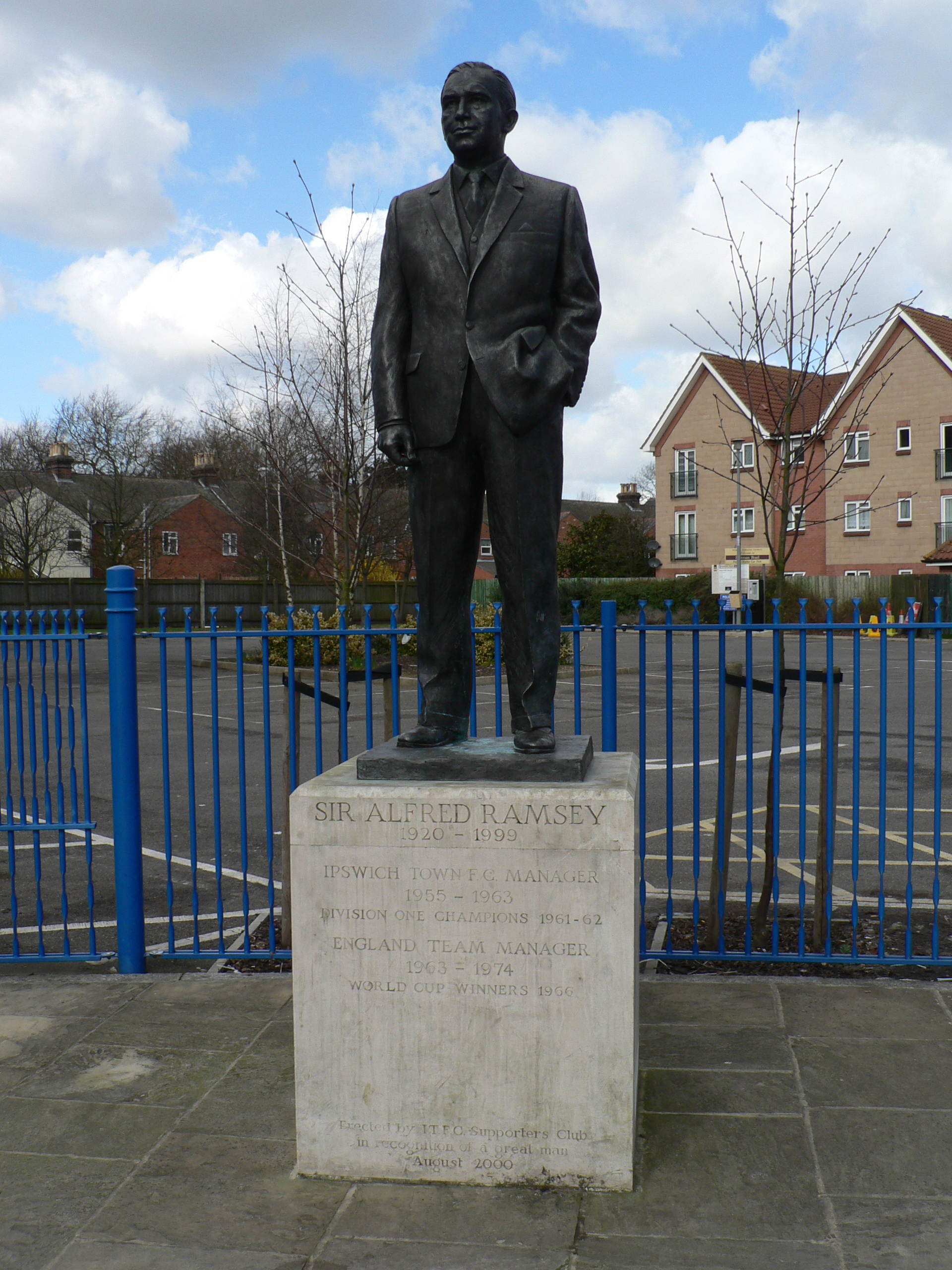
Памятник Рамсею в Ипсуиче

Почти сразу после завершения игровой карьеры, в августе 1955 года, Рамсей возглавил клуб «Ипсвич Таун», выступавший тогда в Третьем южном дивизионе Футбольной лиги. В первом же своём сезоне он занял с командой третье место. В следующем сезоне он выиграл с командой Третий южный дивизион и вышел во Второй дивизион. После трёх посредственных сезонов во Втором дивизионе команда выиграла его в сезоне 1960/61 и вышла в Первый дивизион (высший дивизион чемпионата Англии). В сезоне 1961/62 «Ипсвич Таун» сенсационно выиграл чемпионат Англии. Альф Рамсей стал первым тренером, который делал свою команду чемпионом в трёх дивизионах..
В конце 1962 года Рамсей возглавил сборную Англии, несколько месяцев совмещал работу в ней и в клубе, в апреле 1963 года ушёл с поста тренера «Ипсвич Таун», сосредоточившись на работе со сборной. В «Ипсвич Таун», а затем и в сборной Рамсей использовал необычную для того времени тактическую схему без крайних полузащитников и нападающих, делая акцент на атакующую игру в центре. Сборную Англии за применение этой схемы на победном чемпионате мира назвали «бескрылым чудом». Сразу по приходе в сборную Альф пообещал выиграть домашний для англичан ЧМ-1966. Однако первый его матч в качестве главного тренера сборной (игра против Франции в первом отборочном раунде ЧЕ-1964 27 февраля 1963 года) завершился разгромным поражением со счётом 2:5.
Чемпионат мира 1966 года завершился победой англичан, в составе которых особо выделялись Джефф Херст, Бобби Чарльтон, Бобби Мур и Гордон Бэнкс; в финале в овертайме они обыграли сборную ФРГ со счётом 4:2. Англичане применили на том турнире новую по тому времени тактическую расстановку «4—4—2». Эта победа остаётся единственной для англичан на чемпионатах мира ФИФА. За победу на мировом первенстве Рамсей в 1967 году был удостоен рыцарского титула.
На чемпионате Европы 1968 года англичане под руководством Рамсея заняли третье место, уступив в полуфинале сборной Югославии со счётом 0:1 после гола Джаича на последних минутах, а в матче за 3-е место обыграли сборную СССР со счётом 2:0. Затем в игре англичан начался регресс. На чемпионате мира 1970 года Англия уступила в четвертьфинале сборной ФРГ со счётом 2:3 в овертайме (победный гол за немцев забил Герд Мюллер). На чемпионате Европы 1972 года англичане проиграли в той же стадии и тоже сборной ФРГ. Весной 1974 года, когда задача квалификации на чемпионат мира 1974 года была уже провалена (в отборочной группе Англия оказалась слабее будущих бронзовых призёров чемпионата мира, сборной Польши под руководством Казимежа Гурского), Рамсей подал в отставку. Его последним матчем в качестве главного тренера сборной Англии стала товарищеская игра против сборной Португалии (0:0).
После трёхлетнего перерыва в тренерской деятельности Альф возглавил «Бирмингем Сити» в сезоне 1977/78. Добиться серьёзных результатов с клубом он не смог, заняв 11-е место в высшей лиге.
В сезоне 1979/80 был техническим советником в греческом клубе «Панатинаикос». Затем он пробовал заниматься спортивной журналистикой, одно время вёл колонку в газете «The Daily Mirror».
Рамсей как тренер был отличным тактиком, был известен своими спокойствием, хладнокровием и жёсткостью.
В последние годы жизни Рамсей страдал от болезни Альцгеймера и от рака простаты. 9 июня 1998 года, во время очередного чемпионата мира, он перенёс инсульт. Скончался в Ипсуиче 28 апреля 1999 года. Похоронен на Старом Ипсуичском кладбище (Old Ipswich Cemetery).
В 2002 году он был посмертно включён в Зал славы английского футбола. В его честь названа одна из улиц Ипсуича, на ней же ему установлен памятник, созданный на деньги, собранные болельщиками клуба «Ипсвич Таун».

## Достижения

### Достижения в качестве игрока
«Тоттенхэм Хотспур»
- Чемпион Англии: 1950/51
- Чемпион Второго дивизиона: 1949/50
- Обладатель Суперкубка Англии: 1951

Сборная Англии
- Обладатель Суперкубка Англии: 1950
- Победитель Домашнего чемпионата Великобритании (3): 1949/50, 1951/52 (разделённая победа), 1952/53 (разделённая победа)

### Тренерские достижения
«Ипсвич Таун»
- Чемпион Англии: 1961/62
- Чемпион Второго дивизиона: 1960/61
- Чемпион Третьего южного дивизиона: 1956/57

Сборная Англии
- Чемпион мира: 1966
- Бронзовый призёр чемпионата Европы: 1968
- Победитель Домашнего чемпионата Великобритании (9):
  - Единоличные победы (6): 1964/65, 1965/66, 1967/68, 1968/69, 1970/71, 1972/73
  - Разделённые победы (3): 1963/64, 1969/70, 1971/72

### Личные достижения
- Включён в список 100 легенд Футбольной лиги: 1998
- Включён в Зал славы английского футбола: 2002
- Включён в Зал славы ФК «Ипсвич Таун»: 2011

## Тренерская статистика
| Команда        | Страна | Начало работы | Завершение работы | Показатели | Показатели | Показатели | Показатели | Показатели |
| Команда        | Страна | Начало работы | Завершение работы | И          | В          | Н          | П          | % побед    |
| -------------- | ------ | ------------- | ----------------- | ---------- | ---------- | ---------- | ---------- | ---------- |
| Ипсвич Таун    | Англия | август 1955   | апрель 1963       | 369        | 176        | 75         | 118        | 047,70     |
| Сборная Англии | Англия | май 1963      | май 1974          | 113        | 69         | 27         | 17         | 061,06     |
| Бирмингем Сити | Англия | сентябрь 1977 | март 1978         | 28         | 11         | 4          | 13         | 039,29     |
| Итого          | Итого  | Итого         | Итого             | 510        | 256        | 106        | 148        | 050,20     |